# Гранчестер (телесериал)
«Гранчестер» (англ. Grantchester) — британская детективная драма телеканала ITV, действие которой разворачивается в 1950-х годах в одноимённой деревне Кембриджшира. В шоу приняли участие сначала англиканский викарий Сидни Чемберс (Джеймс Нортон), а затем викарий Уильям Дэвенпорт (Том Бритни), оба принимают участие в расследованиях детектива-инспектора Джорди Китинга (Робсон Грин). Сериал основан на цикле рассказов «Тайны Гранчестера» (англ. The Grantchester Mysteries), Джеймса Рэнси. Первый сезон был основан на шести историях из первой книги, «Сидни Чемберс и тень смерти», и вышел в эфир в 2014 году. Второй — в марте и апреле 2016 года, а третий — 23 апреля 2017 года. Четвертый сезон был анонсирован 12 апреля 2018 года, и было подтверждено, что это будет последний сезон с Джеймсом Нортоном в главной роли. Том Бритни в роли преподобного Уилла Дэвенпорта взял на себя ведущую роль Нортона в четвертом сезоне. Пятый сезон начался в январе 2020 года. Сериал был продлен на шестой сезон 17 июля 2020 года. В июле 2021 года сериал продлён на седьмой сезон, премьера которого состоится в 2022 году.

## Сюжет
В Кембриджширской деревне Гранчестер в 1950-х годах англиканский викарий и бывший офицер шотландской гвардии Сидни Чемберс (Джеймс Нортон), а впоследствии его преемник Уилл Дэвенпорт (Том Бритни), работают с перегруженным работой детективом-инспектором Джорди Китингом (Робсон Грин), чтобы наладить маловероятное партнерство в раскрытии преступлений. Грубоватый методичный подход Китинга к полицейской работе дополняет более интуитивные методы Чемберса по получению информации от свидетелей и подозреваемых.

## В ролях
- Джеймс Нортон — преподобный Сидни Чемберс, МС (сезон 1-4), англиканский викарий и бывший офицер шотландской гвардии во время Второй мировой войны.
- Робсон Грин — детектив-инспектор Джорди Китинг (Сезон 1-), ветеран Второй мировой войны.
- Том Бритни — преподобный Уильям Дэвенпорт (Сезон 4-), англиканский викарий и бывший городской капеллан.

Остальные:
- Тесса Пик-Джонс — миссис Сильвия Магуайр / Чэпмен (Сезон 1-), набожно религиозная экономка в доме викария.
- Эл Уивер — Леонард Финч (Сезон 1-), гомосексуалист, англиканский викарий.
- Кейси Эйнсуорт — Кэти Китинг (Сезон 1-), жена Джорди.
- Оливер Димсдейл — Дэниел Марлоу (Сезон 2-), фотограф, который вступает в тайные отношения с Леонардом.
- Ник Бримбл — Джек Чэпмен (Сезон 1-), бывший бизнесмен, который впоследствии женится на Миссис Магуайр.
- Гэри Бидл — архидиакон Габриэль Атубо (сезон 3-4), первый цветной архидиакон церкви.
- Брэдли Холл — констебль Ларри Питерс (Сезон 4-), напарник Джорди в полиции.
- Феликс Скотт — детектив-инспектор Шон Донован (Сезон 4-), коллега Ди, назначенный работать вместе с Джорди.
- Скай Лючия Дегруттола — Эсме Китинг (Сезон 1-), дочь Джорди.
- Джемма Редгрейв — Амелия Дэвенпорт (Сезон 4-), мать Уильяма.
- Лорен Карс — Элли Хардинг (Сезон 5-), амбициозная журналистка, которая заводит дружбу с Уиллом.
- Паула Уилкокс — Диана (Сезон 5-), мать Кэти и свекровь Джорди, страдающая биполярным расстройством.
- Морвен Кристи — Аманда Кендалл / Хопкинс (сезон 1-3), наследница и реставратор произведений искусства в Лондонской картинной галерее Далвич, с которой у Сидни есть отношения.
- Том Остин — Гай Хопкинса (сезон 1-3), муж Аманды, которого она позже бросает, а затем разводится.
- Пип Торренс — сэр Эдвард Кендалл (сезон 1-2), отец Аманды.
- Фиона Баттон — Дженнифер Чемберс (сезон 1-2), младшая сестра Сидни, бывшая одноклассница Аманды.
- Фелина Рогган — Хильдегард Стонтон (Сезон 1), молодая вдова, с которой у Сидни происходит короткий роман.
- Дэвид Троутон — старший инспектор Бенсон (сезон 1-2), начальник Джорди.
- Джо Клафлин — констебль Аткинс (Сезон 1), напарник Джорди в полиции.
- Лорн Макфадьен — сержант Фил Уилкинсон (сезон 2-3), напарник Джорди в полиции.
- Селин Хизли — Маргарет Уорд (сезон 2-3), младший офисный клерк в полицейском управлении, у которой есть отношения с Сидни, а позже роман с Джорди.
- Симона Браун — Вайолет Тодд (Сезон 4), дочь борца за гражданские права, в которую влюбляется Сидни и с которой эмигрирует в Соединенные Штаты.

## Производство
Съемки первого сезона прошли в Лондоне, Кембридже и Гранчестере с марта по июнь 2014 года. Актриса Джин Марш из телесериала «Вверх и вниз по лестнице» снялась в третьем эпизоде первого сезона.
Второй сезон был снят осенью 2015 года, и приглашенные звезды включали Нила Моррисси, Клоди Блейкли, Найджела Планера, Эндрю Нотта, Ники Хенсона и Оливера Димсдейла. Третий сезон был снят в период с августа по ноябрь 2016 года, а съемки четвертого сезона начались в июне 2018 года. Пятый сезон был снят в Кембридже и других местах летом 2019 года.
Сам Гранчестер используется для съемок общих планов, а Церковь Святого Андрея и Святой Марии используется для съёмок церковного интерьера. Частный дом в Лемсфорде, графство Хартфордшир, одновременно служит домом священника, а паб «Ветряная мельница» в Чипперфилде используется для «Красного Льва». Королевский парад в Кембридже был преобразован для представления различных уличных сцен 1950-х годов, дополненных старинными автомобилями и автобусами. Железнодорожная станция Хорстед-Кейнс на железной дороге Блубелл в Западном Суссексе использовалась для дублирования станции Кембридж.
Чатемская верфь в Кенте дублировала различные лондонские локации, включая внешний вид вокзала Кингс-Кросс, Боро-маркет, а также внешний и внутренний вид склада. Дом комиссара также использовался для съемок.
После третьего сезона Джеймс Нортон хотел покинуть сериал, чтобы заняться другими актерскими проектами. Кроме того, актриса Морвен Кристи покинула шоу, поскольку ее сюжетная линия с участием Сидни Чемберса и Аманды завершилась. Без участия Нортона поговаривали о закрытии сериала, но Грантчестер оказался настолько популярен среди телезрителей, что продюсеры сочли возможным продолжить сериал с новым главным героем.
В начале четвертого сезона актер Том Бритни присоединился к актерскому составу в роли Уилла Дэвенпорта, бывшего городского капеллана, который был назначен вместо Сидни Чемберса англиканским викарием Гранчестера. Джеймс Нортон снялся в последний раз в роли Сидни в первых двух сериях четвертого сезона, чтобы помочь с переходом к новому главному герою. В конце второго эпизода Сидни Чемберс покидает Грантчестер и переезжает в Америку. Начиная с третьего эпизода, актер Робсон Грин начал получать лидирующую позицию в начальных титрах. Кроме того, с добавлением Бритни в сериал, это дало возможность остальным актерам расширить свои роли, особенно Кейси Эйнсворт в роли Кэти Китинг, жены Джорди и Оливера Димсдейла в роли Даниэля Марлоу, местного фотографа, который также является лучшим другом Леонарда Финча. Персонажи Эйнсворта и Димсдейла в последние три года отошли на второй план. К началу четвертого сезона Кэти уже работала продавщицей в универмаге, и отношения Дэниела с Леонардом стали более близкими.
В первом эпизоде пятого сезона по-прежнему фигурирует Уилл Дэвенпорт в качестве викария Гранчестера. Сюжет разворачивается вокруг студентов двух колледжей Кембриджского университета: «Престижного женского колледжа» (реальный женский колледж Ньюнэм-колледж, Кембридж) и вымышленного мужского колледжа (снятый в Колледже Святого Иоанна, Кембридж). Шестой сезон будет состоять из восьми эпизодов в отличие от стандартных шести .

## Приём критиков
Первый сезон был в целом хорошо принят критиками. Майкл Пилгрим из «Дейли Телеграф» писал: «восхитительно аккуратный и экономичный сюжет, это Клуэдо (англ. Cluedo) с сутанами и достаточным количеством нуара на современный вкус.» Он добавил, что" может быть лучшим противоядием, чем Грантчестер " в мрачном октябре в начале 21-го века. Эллен Джонс из The Independent сочла программу «восхитительной, новым лакомством для поклонников сериалов, мягко шагающих детективных сериалов вроде „Индевор“».
Первый сезон на сайте Metacritic получил 70 баллов на основе 14 рецензий, что указывает на в целом благоприятный прием.